# Semiothisa fuscomarginata
Semiothisa fuscomarginata là một loài bướm đêm trong họ Geometridae.